# Квинт Аврелий Пактумей Фронтон
Квинт Аврелий Пактумей Фронтон (на латински: Quintus Aurelius Pactumeius Fronto) e сенатор на Римската империя през 1 век.
Произлиза от Кирта в Африка. От император Веспасиан е приет в сената. През 80 г. той е суфектконсул заедно с Луций Елий Ламия Плавций Елиан на мястото на Авъл Дидий Гал Фабриций Веиентон.